# Émile Stahl
Pour les articles homonymes, voir Stahl.
Émile Stahl, né le 20 février 1847 à Schiltigheim (près de Strasbourg), et mort le 7 mars 1938 dans cette même ville, est un peintre de genre alsacien, paysagiste et portraitiste.
Élève de Bonnat. Il débute au Salon de Paris en 1879. Le Musée des beaux-arts de Strasbourg conserve de lui la toile Laveuse de vaisselle. 

## Biographie
Emile Stahl fait ses études secondaires au gymnase protestant de Strasbourg. Il s'initia ensuite à la sculpture chez le statuaire strasbourgeois André Friedrich, puis fréquenta l'école des Beaux-Arts de Paris entre 1866 et 1870. Il travaille les années suivantes chez le portraitiste Léon Bonnat, avant son retour en Alsace en 1881. Il fait partie de la Kunschthafe durant quelques années, avant de s'isoler dans son art, qui va ensuite évoluer au cours de ses voyages à Munich (1886-97), en Espagne (1897), à Capri (1906) et en Hollande (1911). Il meurt le 7 mars 1938 à Schiltigheim.

## Vie et œuvres du peintre

### Période parisienne
Après la guerre franco-prussienne de 1870-71 qui annexa l'Alsace à l'empire allemand, Emile Stahl partit pour Paris, et entra dans l'atelier de Léon Bonnat, un peintre représentatif du milieu peinture académique et bourgeois, et qui par la suite devint le portraitiste favori des milieux officiels de la IIIe République. Son premier tableau accepté au Salon des artistes français, Visite au grand-père convalescent, en 1879, y est remarqué. Émile Stahl se fait aussi connaître en Alsace durant cette période en envoyant nombre de ses œuvres aux expositions organisées à Strasbourg par la Société des amis des arts de Strasbourg.

### Paysages et scènes d'Alsace
De retour à Schiltigheim en 1881, il expose à Strasbourg sous l'égide de la Société des amis des arts de Strasbourg. Comme les autres artistes alsaciens de cette époque, il peint des scènes de la vie contemporaine : Intérieur alsacien (1881), des natures mortes comme  Nature morte à la faisselle et au pot au lait, des scènes de la vie rurale comme Gardeur d'oies à Mittelhausbergen ou encore des paysages ruraux. telle une Scène de rue à Weyersheim. Il excelle également dans les toiles d'intérieur, tel Intérieur alsacien.

### Munich et Strasbourg
Entre le 14 mai 1887 et le 23 octobre 1896, il loue à Munich un atelier de peintre au 
71a Theresienstrasse où il réside durant les saisons d'hiver, arrivant en automne et
retournant à Schiltigheim au printemps. Durant cette décennie, Emile Stahl s'est
familiarisé avec une culture de l'Antiquité inspirée par Franz von Stuck,
mais aussi avec le réalisme et le naturalisme de Max Liebermann et Wilhelm Leibl. 
Il s'est aussi intéressé à la représentation architecturale, notamment religieuse, avec comme exemple la toile Intérieur de l'église protestante de Pfulgriesheim.
Durant cette période munichoise, il a également peint des scènes à connotation Guerre et Paix telle la toile Moine faisant la lecture à un jeune soldat (1891)
.
Durant cette période, il continue à peindre des paysages et des scènes de vie alsaciennes.

### Espagne
Lors d'un séjour prolongé en Espagne en 1797-98, Emile Stahl visite Madrid, Tolède, 
Burgos, Salamanque, et Grenade. Velasquez, le peintre de la vérité est Le maître dont il se 
réclamait. De ce voyage, il a aussi ramené des croquis pris sur le vif, des 
scènes de rue, des paysages.
De retour d'Espagne fin 1898, Emile Stahl s'associe au Kunschthafe, un groupe de peintres, sculpteurs, musiciens et poètes qui s'est constitué autour en 1896 sur l'initiative d'Auguste Michel. Il devient un assidu des dîners qui se tenaient régulièrement dans ce cadre entre 1897 et 1909.

### Capri
Dans les années suivantes, Emile Stahl voyage en Italie, et fait halte à Florence, à Rome, et
surtout à Capri vers 1907 d'où il ramené des peintures comme son lumineux
tableau de la Baie de Capri.

### Hollande
Son voyage en Hollande est situé vers 1911, mais il est possible qu'il en ait
fait à plusieurs reprises, à des dates différentes. Si peu de tableaux ou
dessins faits durant ce voyage sont connus, l'influence de Rembrandt est
bien visible dans ses tableaux comme Intérieur d'une buanderie.

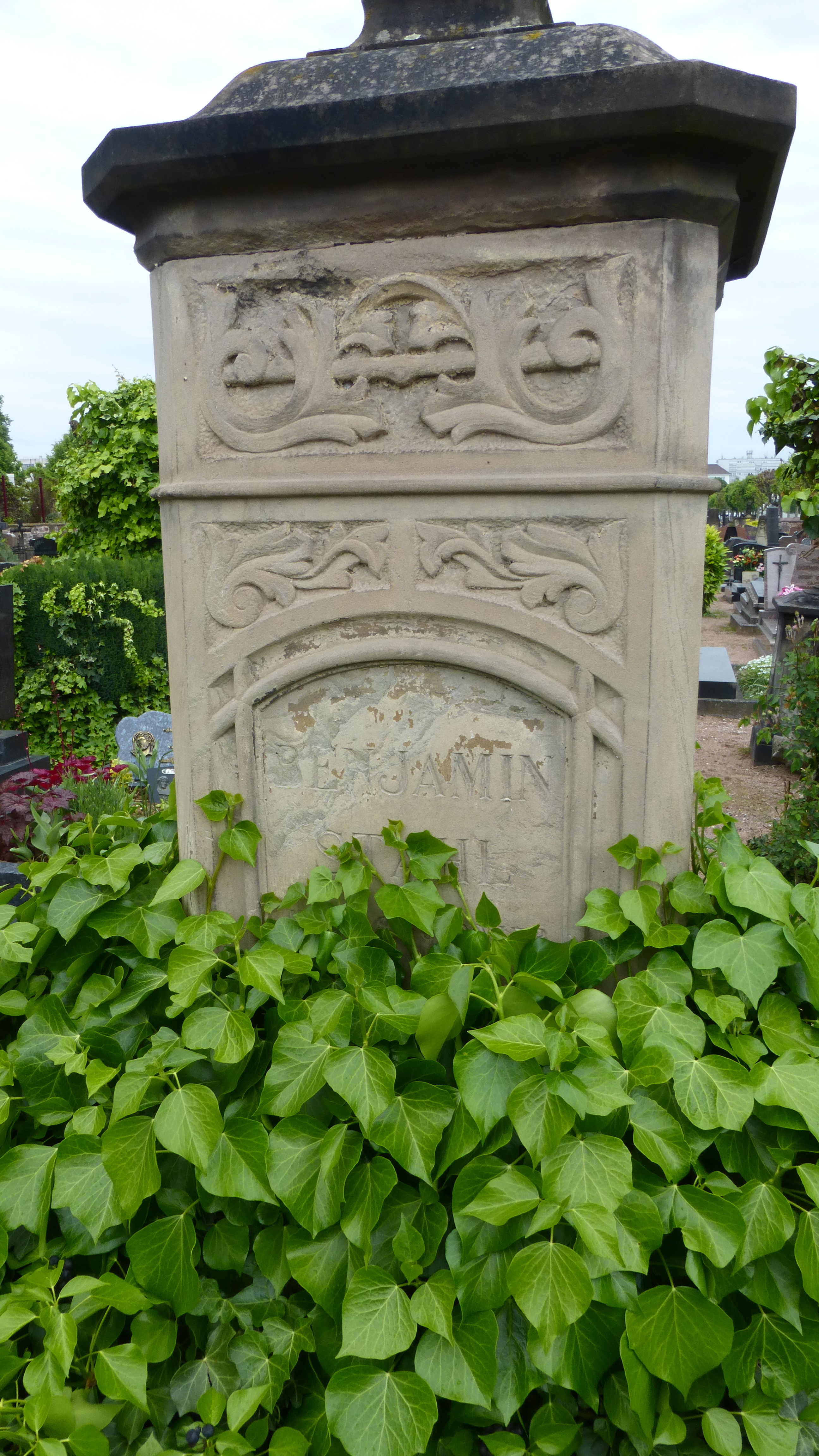
La stèle, dans l'ancien cimetière de Schiltigheim qui commémore l'artiste (mai 2017).